# Юліана Софія Данська
Юліана Софія Данська (дан. Juliane Sophie af Danmark, 18 лютого 1788 — 9 травня 1850) — данська принцеса з Ольденбурзької династії, донька принца Данії та Норвегії Фредеріка і принцеси Мекленбург-Шверінської Софії Фредеріки, дружина ландграфа Гессен-Філіпсталь-Бархвельдського Вільгельма. 

## Біографія

### Дитинство та юність

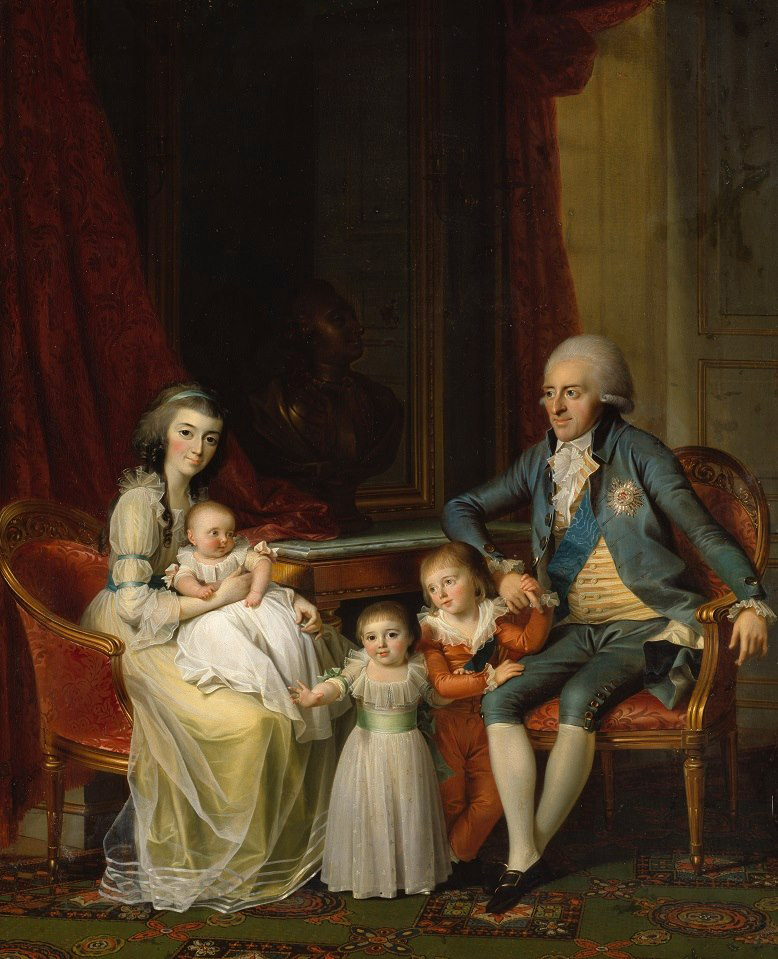
Юліана (у центрі) у колі родини на портреті пензля Єнса Юля, 1790

Народилась 18 лютого 1788 року у Копенгагені. Була третьою дитиною та другою донькою в родині данського принца Фредеріка та його дружини Софії Фредеріки Мекленбург-Шверинської. Iм'я Юліана отримала на честь бабусі з батьківського боку. Мала старшого брата Крістіана. Старша сестра померла немовлям до її народження. Згодом сімейство поповнилося донькою Луїзою Шарлоттою та сином Фердинандом. Існувала версія, що біологічним батьком дітей був ад'ютант принца, Фредерік фон Блюхер.
Батько у 1772—1784 роках був регентом Данії при своєму єдинокровному братові, королеві Кристіанові VII. Після перевороту кронпринца Фредеріка залишався при дворі, але не мав політичного впливу.
Перші роки життя принцеса провела у палаці Крістіансборґ на острові Слотсгольмен у центрі Копенгагена. Після великої пожежі у 1794 році, родина переселилася до Амалієнборгу, а також використовувала замок Соргенфрі як літню резиденцію.
У 6-річному віці дівчинка втратила матір. Батько більше не одружувався.
У 1803 році пройшла конфірмацію у замковій кірсі Фредеріксбергу, разом із братом Крістіаном та сестрою.

### Шлюб та подальше життя

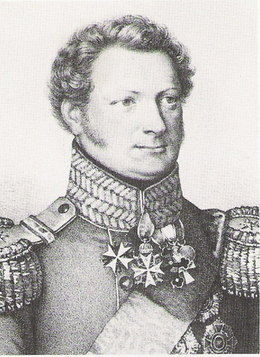
Портрет Вільгельма Бархвельдського

У 24 роки стала дружиною 26-річного ландграфа Гессен-Філіпсталь-Бархвельдського Вільгельма. Весілля відбулося 22 серпня 1812 року в палаці Фредеріксберг. Вільгельм з юних років жив у Данії, зробив успішну військову кар'єру і був популярною та шанованою людиною в данській столиці. Молодята оселилися в Rybergske Gård на вулиці Короля в Копенгагені. Літньою резиденцією пари став замок Фреденсборг на острові Зеландія.
Шлюб, обумовлений взаємними почуттями, виявився щасливим. Втім, пара не мала дітей через страх ландграфині перед пологами. Існує версія, що між подружжям не було фізичної близькості. Натомість, Вільгельм мав коханку, яка народила йому п'ятьох дітей.
Коли у 1821 році брат Юліани Софії став кронпринцом, сама вона отримала предикат Її Королівська Високість замість Її Високість, як було раніше.
У 1834 році втратила чоловіка, який помер від тифу.
У 1848 році її бездітний небіж Фредерік VII став королем Данії. Кронпринцом проголосили її молодшого брата Фердинанда, а сама Юліана Софія зайняла друге місце у лінії престолонаслідування.
Померла 9 травня 1850 року в Копенгагені. Похована у соборі Роскілле.